# Leumnitz
Leumnitz ist seit dem 1. Januar 1919 ein Stadtteil von Gera.

## Lage
Leumnitz liegt östlich des Stadtzentrums und bildet den Ostrand der geschlossenen städtischen Bebauung Geras. Die alte Straße in Richtung Ronneburg und Altenburg (jetzt Bundesstraße 7) wird hier von der seit Anfang 2007 befahrbaren östlichen Umgehungsstraße Geras gekreuzt.

## Geschichte
Leumnitz wird 1407 als Lewbenicz erstmals urkundlich erwähnt; der Ortsname wird von einem slawischen Personennamen abgeleitet. Mit 1057 Einwohnern wurde es zum 1. Januar 1919 in die Stadt Gera eingemeindet.

### Rittergut Leumnitz
Das Rittergut Leumnitz war ein landtagsfähiges Rittergut. Mit dem Besitz des Rittergutes verbunden war die Patrimonialgerichtsbarkeit in Form der Erbgerichtsbarkeit über Leumnitz. Die niedere Gerichtsbarkeit wurde zum 1. Januar 1855 aufgehoben.
Das Rittergut Leumnitz war 1543 schon im Besitz der Jakob von Etzdorff († 1546), nachfolgend sein Sohn Friedrich von Etzdorff, Obrist und Amtshauptmann zu Jena, Eisenberg und Bürgel (1588), und seit 1662 im Besitz der Familie von Creutz, gelangte 1692 an die Familie von Nauendorf, 1694 an die Familie von Raschau, 1771 an die Familie von Freiesleben  und 1812 an die Familie Tilly. 1821 erwarb Haubold von Einsiedel das Rittergut Leumnitz vom Kaufmann Christian Friedrich Tilly. Im Sommer 1856 kaufte Hermann Ampach das Rittergut.

## Politik
Leumnitz hat keine Ortsteilverfassung, somit auch keinen Ortsteilrat und keinen Ortsteilbürgermeister.

## Entwicklung der Einwohnerzahl
| Jahr      | 1864 | 1919 | 2008 |
| Einwohner | 354  | 1074 | 1332 |

## Verkehr
Neben den Bundesstraßen B2 und B92 und dem Stadtring liegt weit östlich von Leumnitz, an der Stadtgrenze zu Ronneburg, die Anschlussstelle Gera-Leumnitz der Bundesautobahn 4.
Leumnitz wird heute von den Buslinien 10, 17, 19 und 26 der Verkehrs- und Betriebsgesellschaft Gera bedient; von 1939 bis 1977 verkehrte hier der Geraer Oberleitungsbus. Östlich des Stadtteils befindet sich der Flugplatz Gera-Leumnitz.
Von 1901 bis 1969 war Leumnitz Haltepunkt der meterspurigen Gera-Meuselwitz-Wuitzer Eisenbahn („Wuitz-Mumsdorfer“).

## Persönlichkeiten
- Daniel Jahn (* 1824; † 1893), deutscher Richter und Politiker
- Hermann Ampach (* 1829; † 1903), Reichstags- und Landtagsabgeordneter
- Hermann Ampach (* 1859; † 1928), Rittergutsbesitzer und Landtagsabgeordneter
- Rudolf Schmalfuß (* 1890 in Leumnitz; † 1957)
- Helene Fleischer (* 11. Juni 1899 in Leumnitz; † 26. Juni 1941 in Stadtroda); KPD-Reichstagsabgeordnete und Widerstandskämpferin gegen den Nationalsozialismus
- Helene Rosenhainer (* 12. Juni 1899 in Leumnitz; † 19. März 1983 in Gera); KPD-Landtagsabgeordnete.